# Félix Rodríguez (football)
Ne doit pas être confondu avec Félix Rodríguez (anti-castriste cubain).
Félix Dorian Rodríguez (né le 27 avril 1984 à Bluefields au Nicaragua) est un joueur de football international nicaraguayen, qui évolue au poste de milieu de terrain.

## Biographie

### Carrière en club
Il remporte de nombreux titres de champion du Nicaragua avec le club du Real Estelí. Il joue 14 matchs en Ligue des champions de la CONCACAF avec cette équipe.

### Carrière en sélection
Félix Rodríguez reçoit 17 sélections en équipe du Nicaragua entre 2010 et 2013, inscrivant deux buts.
Il joue son premier match en équipe nationale le 4 septembre 2010, contre le Guatemala (défaite 5-0). Il marque son premier but le 21 janvier 2011, contre cette même équipe. Malgré tout, le Nicaragua s'incline 1-2.
Il inscrit son second but le 2 septembre 2011, contre la République dominicaine. Cette rencontre gagnée 0-2 rentre dans le cadre des éliminatoires du mondial 2014. Il reçoit sa dernière sélection le 22 janvier 2013, contre le Belize (défaite 1-2).
Il participe avec l'équipe du Nicaragua à la Gold Cup 2009 organisée aux États-Unis.

## Palmarès
Real Estelí
- Championnat du Nicaragua (8) :
  - Champion : 2010 (Clôture), 2011 (Clôture), 2011 (Ouverture), 2012 (Clôture), 2012 (Ouverture), 2013 (Clôture), 2013 (Ouverture) et 2014 (Clôture).